# Hrvati u Austriji
Hrvati u Austriji žive već pet stoljeća i u toj zemlji imaju status autohtone nacionalne manjine. Osim gradišćanskih Hrvata, koji u Austriju doseljavaju u XVI. stoljeću, u njoj žive i Hrvati iz Republike Hrvatske i Bosne i Hercegovine koji se u većem broju doseljavaju od sredine XX. stoljeća. Prema podacima središnjeg ureda za statistiku u Austriji je 1. siječnja 2017. živjelo 73.328 Hrvata koji posjeduju hrvatsko državljanstvo. Prema podacima dušobrižničkih ureda za Hrvate u Austriji, u toj zemlji živi oko 140.000 Hrvata, od kojih je veliki broj uzevši austrijsko državljanstvo ostao bez hrvatskoga.   

## Povijest
Brojni su tragovi koji svjedoče o stoljetnoj nazočnosti Hrvata u Austriji. Hrvati se na današnjem teritoriju Republike Austrije prvi puta spominju još u XI. stoljeću. Od XIII. stoljeća, zahvaljujući hrvatskim učenjacima, diplomatima, plemićima i vojnicima, koji u politici, znanosti, glazbi i kulturi ostavljaju duboke tragove možemo pratiti povijest Hrvata u Austriji do danas.

### Doseljavanje
U XVI. stoljeću u Austriju bježeći od Turaka dolazi prvi veliki doseljenički val Hrvata. Hrvati pristigli iz Bosne, Like i Slavonije naseljavaju granično područje između Austrije, Mađarske i Slovačke koje danas čini širi prostor austrijske savezna pokrajine Gradišće. Šezdesetih i sedamdesetih godina XX. stoljeća u Austriju dolazi drugi val hrvatskih useljenika, a početkom Domovinskog rata i treći najmasovniji val kojeg velikom većinom čine Hrvati iz Bosne i Hercegovine.

## Broj Hrvata u Austriji
Prema podacima središnjeg ureda za statistiku u Austriji je 1. siječnja 2017. živjelo 73.328 Hrvata koji posjeduju hrvatsko državljanstvo. Prema podacima dušobrižničkih ureda za Hrvate u Austriji, u toj zemlji živi oko 140.000 Hrvata. Od tog broja, oko 30.000 su gradišćanski Hrvati dok su ostali Hrvati useljenici od polovine XX. stoljeća. Mnogi Hrvati su uzevši austrijsko državljanstvo ostali bez hrvatskoga. Naime, u Austriji je na snazi vrlo strogi zakon o državljanstvu koji dvojno državljanstvo ne dopušta gotovo nikada, tako da su se Hrvati prilikom preuzimanja austrijskoga državljanstva kako bi stekli određena prava u toj zemlji, bili primorani odreći se svojega hrvatskog državljanstva. Procjenjuje se da je čak 50% sadašnjih Hrvata u Austriji na taj način ostalo bez hrvatskog dravljanstva. 

### Hrvati u Beču
U austrijskoj metropoli živi više od trećine austrijskih Hrvata.

## Društvo

### Hrvatske katoličke misije
Veliku ulogu u očuvanju hrvatskog identiteta imaju uredi Hrvatske katoličke misije u Austriji koji se nalaze u Beču, St. Pöltenu, Linzu, Salzburgu, Innsbrucku, Feldkirchu, Grazu i Klagenfurtu. Hrvatske katoličke misije u Austriji središnje su mjesto duhovnog života Hrvata u Austriji.

### Hrvatske udruge
Hrvatske kulturne udruge koje djeluju u Austriji njeguju hrvatski jezik, tradiciju i običaje.

## Mediji
Jedan od poznatijih informativnih portala Hrvata u Austriji je kroativ.at, koji svakodnevno izvješćuje o aktivnostima hrvatske zajednice u Beču i Austriji. Također, svoje stranice imaju i neke HKM i kulturne zajednice Hrvata u Austriji.

## Šport
U Austriji djeluju brojni hrvatski športski klubovi od kojih su nogometni klubovi najbrojniji i okupljaju najviše sportaša. Hrvatski su sportaši u Austriji ostavili dobok trag i daju veliki doprinos uspjesima austrijskih sportskih klubova i selekcija.  
Poznatiji sportaši hrvatskog podrijetla u Austriji: 
- nogometaši: Ivica Vastić, Kaja Rogulj
- nogometni treneri: Nenad Bjelica, Otto Barić
- plivači: Mirna Jukić, Dinko Jukić, Alexander Rončević

### Hrvatska nogometna liga Beč
Hrvatska nogometna liga Beč je godišnje nadmetanje hrvatskih nogometnih klubova iz Beča. Liga broji deset klubova. Prvak i osvajač kupa Hrvatska nogometne lige Beč za sezonu 2012./13. je ekipa HKŠD Ravne-Brčko iz Beča.